# Пинтилие, Адина
Адина Пинтилие (рум. Adina Pintilie; род. 1980, Бухарест) — румынский кинорежиссёр, сценарист и художник.

## Биография
Родилась 12 января 1980 года в Бухаресте. Окончила Национальный университет театра и кино «И. Л. Караджале» (режиссёрский факультет), позднее прошла отбор и училась на «Кампусе талантов» Берлинале.
Её режиссёрский дебют состоялся в 2003 году, когда Адина сняла короткометражку «Это». Её документальный фильм «Не поймите меня превратно» (2007), взгляд на повседневную жизнь пациентов румынской психиатрической больницы, был показан на кинофестивале в Локарно. Свою первую полнометражную художественную работу, где Адина также выступила в качестве сценариста и продюсера, она представила на суд публики в 2018 году. Фильм «Не прикасайся», посвящённый отношениям между людьми и их интимной жизни, был представлен в конкурсной программе 68-го МКФ в Берлине, где завоевал главный приз. Принимая награду, Пинтилие заявила, что её целью было «пригласить зрителя к диалогу».

## Фильмография

### Режиссёр
- Это (Ea, 2003)
- Неохранямые поезда (Trenuri nepăzite, 2004)
- Вид одиночества (Un fel de singuratate, 2004)
- Дядюшка Пинтя... Модель (Nea Pintea... Model, 2005)
- Страх мистера Джи (Frica domnului G, 2006)
- Казино (Casino, 2006)
- Карьер №186 (Balastiera #186, 2007)
- Не поймите меня превратно (Nu te supara, dar..., 2007)
- Кислород (Oxygen, 2010)
- Не прикасайся (Nu mă atinge-mă, 2018)

### Сценарист
- Это (Ea, 2003)
- Неохранямые поезда (Trenuri nepăzite, 2004)
- Вид одиночества (Un fel de singuratate, 2004)
- Не прикасайся (Nu mă atinge-mă, 2018)